# Tour of Thailand
Tour of Thailand, oficjalnie The Princess Maha Chakri Sirindhorn's Cup Tour of Thailand – wieloetapowy wyścig kolarski rozgrywany corocznie w Tajlandii, którego patronem jest księżniczka Maha Chakri Sirindhorn.
Pierwsza edycja Tour of Thailand odbyła się w 2006. Od początku istnienia wyścig jest częścią UCI Asia Tour – w latach 2006–2016 z kategorią 2.2, a od 2017 z kategorią 2.1.
Od 2012 organizowany jest również kobiecy wyścig o tej samej nazwie.

## Zwycięzcy
Opracowano na podstawie:
| Rok  | Pierwsze              | Drugie                 | Trzecie               |
| ---- | --------------------- | ---------------------- | --------------------- |
| 2006 | Li Fuyu               | Hossein Askari         | Stephen Gallagher     |
| 2007 | Ahad Kazemi           | Tonton Susanto         | Hossein Jahabanian    |
| 2008 | Alex Coutts           | Erik Hoffmann          | Björn Papstein        |
| 2009 | Andrew Bajadali       | Phuchong Sai-udomsin   | Jonathan Lovelock     |
| 2010 | Kiel Reijnen          | Nicholas White         | Deon Locke            |
| 2011 | Tobias Erler          | Miyataka Shimizu       | Brad Hall             |
| 2012 | Mitchell Lovelock-Fay | Muradjan Xalmuratov    | David Edwards         |
| 2013 | Choi Ki Ho            | William Walker         | Yasuharu Nakajima     |
| 2014 | Yasuharu Nakajima     | Cheung King Lok        | Francisco Mancebo     |
| 2015 | Yasuharu Nakajima     | Kōhei Uchima           | Cheung King Lok       |
| 2016 | Benjamin Hill         | Żandos Biżygitow       | Ko Siu Wai            |
| 2017 | Jewgienij Gidicz      | Ma Guangtong           | Alan Marangoni        |
| 2018 | Benjamin Dyball       | Artiom Owieczkin       | Thomas Lebas          |
| 2019 | Ryan Cavanagh         | Marcos García          | Thomas Lebas          |
| 2020 | Nikodemus Holler      | Sarawut Sirironnachai  | Valentin Midey        |
| 2021 | Jambaljamts Sainbayar | Adne van Engelen       | Sarawut Sirironnachai |
| 2022 | Alan Banaszek         | Yūma Koishi            | Raymond Kreder        |
| 2023 | Tegshbayar Batsaikhan | Jambaljamts Sainbayar  | Yūma Koishi           |
| 2024 | Adne van Engelen      | Thanakhan Chaiyasombat | Anatolij Budiak       |
| 2025 |                       |                        |                       |